# Fonda
Fonda je priimek v Sloveniji, ki ga je po podatkih Statističnega urada Republike Slovenije na dan 1. januarja 2024 uporabljalo 153 oseb in je med vsemi priimki po pogostosti uporabe uvrščen na 2916. mesto. Največ ljudi s tem priimkom, 69, živi v Obalno-kraški statistični regiji, kjer je priimek uvrščen na 213. mesto po pogostnosti.

## Znani slovenski (domači) nosilci priimka
- Aurora Fonda, umetnostna zgodovinarka, galeristka, kustosinja (A+A Benetke)
- Borut Fonda (*1988), športnik, inovator, raziskovalec (kolesarstvo) podjetnik, dr. VB, doc. FŠ
- Edvard Fonda (*1953), podjetnik (direktor/lastnik Mesnin dežele kranjske &skupine Kras Sežana..)
- Enij Fonda (1927—2011), klasični filolog slovenskega rodu, univ. profesor v Braziliji
- Fabio Fonda (*1948), grafični ustvarjalec, organizator DigiArtStudio (zdravnik kardiolog)
- Irena Fonda, molekularna biologinja, podjetnica (morsko ribogojstvo); brat Lean Fonda
- Giorlamo (Jeronim) Fonda (1686—1754), škof v Ninu in Trogiru, po rodu iz Pirana oz. Koprske škofije
- Pavel Fonda (*1942),  psihiater, psihoanalitik, publicist in politik v Trstu
- Robert Fonda (*1963), informatik, rodoslovec
- Roman Fonda (*1946), fotograf, glasbenik
- Silvester Fonda (*1942), zdravnik ortoped, kirurg
- Ugo Fonda (1947—2011), podvodni biolog, potapljač, začetnik morskega ribogojstva pri nas

## Znani tuji nosilci priimka
- Antonio Fonda Savio (1895—1973), italijanski partizan, tržaški vstajnik proti Nemcem 1945, impresarij?
- Bridget Fonda (*1964), ameriška igralka
- Giorlamo Maria Fonda (+ 1801), italijanski redovnik, fizik in arhitekt v Firencah, po rodu iz Pirana
- Enrico Fonda (1892—1929), slikar samouk z Reke v Parizu, pok. v Piranu?
- Henry Fonda (1905—1982), ameriški igralec
- Jane Fonda (*1937), ameriška igralka, pisateljica in politična aktivistka
- Peter Fonda (1940—2019), ameriški igralec